# Rethymno (regional enhed)
Rethymno (græsk: Περιφερειακή ενότητα Ρεθύμνου) er en af de fire regionale enheder på den græske ø Kreta. Dens hovedstad er byen Rethimno. I dag er dens vigtigste indkomst turisme og landbrug.

## Administration
Den regionale enhed Rethymno er opdelt i 5 kommuner. Disse er (nummer svarer til kortet i infoboksen): 
- Agios Vasileios (2)
- Amari (3)
- Anogeia (4)
- Mylopotamos (5)
- Rethymno (1)

### Præfektur
Det tidligere præfektur Rethymno (græsk: Νομός Ρεθύμνου or Ρεθύμνης) blev oprettet, mens Kreta stadig var en autonom stat, og blev bevaret, efter at øen sluttede sig til Grækenland i 1913. Som en del af Kallikratis-regeringsreformen i 2011 blev Rethymno regionale enhed oprettet ud af det tidligere præfektur. Præfekturet havde samme territorium som den nuværende regionale enhed. Samtidig blev kommunerne omorganiseret i henhold til nedenstående tabel. 
| Ny kommune      | Gamle kommuner  | Sæde         |
| --------------- | --------------- | ------------ |
| Agios Vasileios | Lampi           | Spili        |
| Agios Vasileios | Foinikas        | Spili        |
| Amari           | Kouritter       | Agia Foteini |
| Amari           | Sivritos        | Agia Foteini |
| Anogeia         | Anogeia         | Anogeia      |
| Mylopotamos     | Geropotamos     | Perama       |
| Mylopotamos     | Kouloukonas     | Perama       |
| Mylopotamos     | Zoniana         | Perama       |
| Rethimno        | Rethymno        | Rethymno     |
| Rethimno        | Arkadi          | Rethymno     |
| Rethimno        | Lappa           | Rethymno     |
| Rethimno        | Nikiforos Fokas | Rethymno     |